# Клотен
Клотен (нім. Kloten) — місто в Швейцарії в кантоні Цюрих, округ Бюлах.

## Географія
Місто розташоване на відстані близько 105 км на північний схід від Берна, 9 км на північ від Цюриха.
Клотен має площу 19,3 км², з яких на 43,2% дозволяється будівництво (житлове та будівництво доріг), 30% використовуються в сільськогосподарських цілях, 25,6% зайнято лісами, 1,2% не є продуктивними (річки, льодовики або гори).

## Історія
Клотен вперше згадується 1155 року як Клотун.

## Демографія
2019 року в місті мешкало 20 130 осіб (+11,6% порівняно з 2010 роком), іноземців було 33,4%. Густота населення становила 1045 осіб/км².
За віковим діапазоном населення розподілялося таким чином: 18,6% — особи молодші 20 років, 65,6% — особи у віці 20—64 років, 15,9% — особи у віці 65 років та старші. Було 9219 помешкань (у середньому 2,2 особи в помешканні).
Із загальної кількості 37 403 працюючих 52 було зайнятих в первинному секторі, 4301 — в обробній промисловості, 33 050 — в галузі послуг.
| Рік  | Загальна чисельність населення |
| ---- | ------------------------------ |
| 1467 | 370                            |
| 1634 | 842                            |
| 1710 | 1328                           |
| 1850 | 1524                           |
| 1900 | 1363                           |
| 1950 | 3429                           |
| 1970 | 16'388                         |
| 2000 | 17'190                         |
| 2010 | 17'995                         |

Іноземці складають: 27,8 %.
Стать: 9026 чоловіків, 8783 жінок.
Конфесійна приналежність: 29,4 % Євангелічно-Реформатська, 30,8 % римські католики, 34,9 % іншої релігійної приналежності (станом на 2010).

## Клімат
| Клімат Клотена          | Клімат Клотена | Клімат Клотена | Клімат Клотена | Клімат Клотена | Клімат Клотена | Клімат Клотена | Клімат Клотена | Клімат Клотена | Клімат Клотена | Клімат Клотена | Клімат Клотена | Клімат Клотена | Клімат Клотена |
| Показник                | Січ.           | Лют.           | Бер.           | Квіт.          | Трав.          | Черв.          | Лип.           | Серп.          | Вер.           | Жовт.          | Лист.          | Груд.          | Рік            |
| Середня температура, °C | −0,8           | 0,6            | 4,1            | 8              | 12,4           | 15,7           | 17,8           | 17             | 14             | 9,1            | 3,7            | 0,4            | 8,5            |
| Норма опадів, мм        | 67             | 68             | 68             | 78             | 96             | 115            | 106            | 121            | 83             | 70             | 84             | 74             | 1.031          |
| ----------------------- | -------------- | -------------- | -------------- | -------------- | -------------- | -------------- | -------------- | -------------- | -------------- | -------------- | -------------- | -------------- | -------------- |
| Джерело: meteoswiss     |                |                |                |                |                |                |                |                |                |                |                |                |                |

## Економіка
Швейцарська компанія Swiss International Air Lines, основним вузлом котрої є Цюрихський аеропорт, також має майно і в місті Клотен.

## Спорт
У місті базується клуб Національної ліги А «Клотен Флаєрс».

## Відомі уродженці
- Роман Вегер (20 лютого 1963) — швейцарський хокеїст.
- Фелікс Голленштайн (7 квітня 1965) — швейцарський хокеїст.